# Бутрова, Мария Николаевна
Мари́я Никола́евна Бутро́ва (26 февраля  (11 марта) 1905, Санкт-Петербург, Российская империя —  12 октября 1989, Ленинград, СССР) — советская художница.

## Биография
Живописец, график и книжный иллюстратор.
Училась во ВХУТЕМАСе (Петроград, 1918—1920 гг.) у художников В. В. Лебедева и В. И. Денисова; в Высшем художественно-технический институт в Ленинграде (ВХУТЕИН, 1922—1927 гг.), на монументальном отделении у К. С. Петрова-Водкина. Участница выставок с 1926 года. В 1930-е годы, под руководством В. В. Лебедева, работала в мастерской по росписи тканей. С 1939 года член секции графики ЛОССХ Союза художников СССР. Как иллюстратор работала в детской книге с 1931 года, сотрудничала с детскими журналами Ёж, Чиж, Мурзилка, с издательствами Детгиз, Учпедгиз и Лениздат. С 1936 года в Экспериментальной печатной мастерской ЛОССХ художница работала с литографией.
С началом войны вместе со своим мужем — художником Петром Новиковым, работала в бригаде художников при ЛССХе. Выехала вместе с мужем в Москву в 1943 году.
С конца 1940-х годов стала заниматься и другими техниками эстампа (офортом, монотипией).
Во второй половине XX века основным жанром М. Н. Бутровой стал пейзаж, чему способствовали её многочисленные творческие командировки на север СССР (Салехард, Ханты-Мансийск, Тобольск, Тюмень). В 1960—1980-е годы многие станковые работы художницы были созданы по впечатлениям и натурным зарисовкам сделанным во время таких поездок.

## Работы в музейных собраниях
По данным Государственный каталог Музейного фонда Российской Федерации 1164 работы художницы являются экспонатами музеев РФ.
- Государственный Русский музей (Санкт-Петербург)[7][8]
- Отдел эстампов Российской национальной библиотеки (Санкт-Петербург)
- Иркутский областной художественный музей им. В. П. Сукачева
- Красноярский государственный художественный музей имени В. И. Сурикова
- Картинная галерея Красноармейска (Московская область).
- Чувашский государственный художественный музей[9]
- Чайковская художественная галерея

## Книги иллюстрированные М. Бутровой
- Тараховская Е. Я. Калитка в сад / Е. Тараховская; худож. М. Бутрова. — М.: Детгиз, 1949. — [24] с.: ил.
- Бутрова М. Н. Веселая эстафета. [Игры октябрят. Картинки с текстом] / М. Бутрова. — [Москва]: Огиз, Мол. гвардия (Лит. им. М. Томского в Лгр.), 1931. — 1 л., сложенный в 12 с.: крас. ил.; 15 х 20 см.
- Бутрова М. Н. Игры. [Книжка-картинка] / М. Н. Бутрова. — [Москва]: Гос. изд-во (Типо-лит. "Красный пролетарий"), 1930. — [12] с.: цв. ил.; 20 х 15 см.